# Vijfdegraadsvergelijking

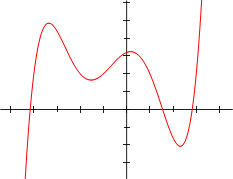
Grafiek van een polynomiale vergelijking van de vijfde graad met vier maxima en minima.

In de wiskunde is een vijfdegraadsvergelijking een polynomiale vergelijking van graad vijf. Een dergelijke vergelijking kan geschreven worden in de vorm
{\displaystyle ax^{5}+bx^{4}+cx^{3}+dx^{2}+ex+f=0}
waarin {\displaystyle a,b,c,d,e,f} elementen zijn van een lichaam/veld, (typisch de rationale getallen, de reële getallen of de complexe getallen), en {\displaystyle a\neq 0}.

## Wortels van een vijfdegraadsvergelijking
Het vinden van de wortels van een vijfdegraadsvergelijking – dat wil zeggen de waardes van {\displaystyle x} die deze vergelijking oplossen – is in het rationale geval, gegeven de coëfficiënten, lang een bekend wiskundig probleem geweest.  
Het oplossen van lineaire, kwadratische, derde- en vierdegraadsvergelijking vergelijkingen door factorisatie en het trekken van {\displaystyle n}e-machtswortels is niet zo heel moeilijk, als de wortels rationaal of reëel zijn. Er bestaan ook formules die het gewenste resultaat geven als niet alle wortels reëel zijn. Nadat in 1539 Gerolamo Cardano oplossingen voor vergelijkingen tot en met graad vier had gepubliceerd, concentreerden de wiskundigen zich op algemene oplossingen van de vijfdegraadsvergelijking. Vooral in de 17e en 18e eeuw hebben vele wiskundigen hun best gedaan een analytische oplossing voor een algemene vijfdegraadsvergelijking te vinden. In 1771 vond Gianfrancesco Malfatti als eerste een deeloplossing. Deze werkt echter alleen als factorisatie in radicalen mogelijk is, waardoor de oplossingen {\displaystyle n}e-machtswortels zijn. Radicalen zijn eigenlijk {\displaystyle n}e-machtswortels, maar ook factoren van het type {\displaystyle x^{n}-a} worden radicalen genoemd. 
Het duurde even voor men erachter kwam dat er voor vijfdegraadsvergelijking geen algemene oplossing bestaat over de rationale getallen in termen van {\displaystyle n}e-machtswortels. Paolo Ruffini leverde in 1799 al een nog niet helemaal correct bewijs, maar omdat hij daarbij toen nog ongebruikelijke groepentheoretische redeneringen gebruikte, werd zijn bewijs niet begrepen of geaccepteerd. Een correct bewijs werd door Abel geleverd. Dit resultaat staat bekend als de stelling van Abel-Ruffini. Voor het eerst gepubliceerd in 1824 is het een van de eerste toepassingen van de groepentheorie in de algebra. De stelling geldt ook voor vergelijkingen van hogere graden.
Praktisch gezien zijn exacte analytische oplossingen van polynominale vergelijkingen vaak onnodig en zijn numerieke methoden zoals de methode van Laguerre methode of de Jenkins-Traub-methode vaak de beste manier om oplossingen voor algemene vijfdegraadsvergelijkingen te verkrijgen. Analytische oplossingen zijn echter voor bepaalde toepassingen zeker nuttig. 

### Oplosbare vijfdegraadsvergelijkingen
Sommige vijfdegraadsvergelijkingen kunnen worden opgelost door factorisering in radicalen. Zo kan de vergelijking 
{\displaystyle x^{5}-x^{4}-x+1=0}
geschreven worden als 
{\displaystyle (x^{2}+1)(x+1)(x-1)^{2}=0}
Andere vijfdegraadsvergelijkingen zoals 
{\displaystyle x^{5}-x+1=0}
kunnen niet op deze wijze worden opgelost met een gesloten formule. Évariste Galois ontwikkelde technieken om te bepalen wanneer een gegeven vergelijking kon worden opgelost door te factoriseren in radicalen. Vanuit deze technieken is na de dood van Galois de galoistheorie ontstaan. Deze technieken zijn in 1885 voor het eerst gebruikt door John Stuart Glashan, George Paxton Young en door Carl Runge om een algemeen criterium op te stellen om te bepalen of een gegeven vijfdegraadsvergelijking al of niet oplosbaar is (zie het artikel van Lazard voor de moderne aanpak). Zij vonden dat gegeven een niet-reduceerbare oplosbare vijfdegraadsvergelijking in Bring-Jerrardvorm,
{\displaystyle x^{5}+ax+b=0}
deze de volgende vorm moet hebben:
{\displaystyle x^{5}+{\frac {5\mu ^{4}(4\nu +3)}{\nu ^{2}+1}}x+{\frac {4\mu ^{5}(2\nu +1)(4\nu +3)}{\nu ^{2}+1}}=0}
waarin {\displaystyle \mu } en {\displaystyle \nu } rationaal zijn. In 1994 gaven Blair Spearman en Kenneth S. Williams een alternatief,
{\displaystyle x^{5}+{\frac {5e^{4}(3-4c\varepsilon )}{c^{2}+1}}x+{\frac {-4e^{5}(11\varepsilon +2c)}{c^{2}+1}}=0}
voor {\displaystyle \varepsilon =\pm 1}. De relatie tussen de parametrisering uit 1885 en 1994 valt op als men onderstaande uitdrukking beschouwt
{\displaystyle b={\frac {4}{5}}\left(a+20+2{\sqrt {(20-a)(5+a)}}\right)}
waarin
{\displaystyle a={\frac {5(4v+3)}{v^{2}+1}}}
en gebruikmakend van het geval van de negatieve wortel levert dit, na de variabelen geschaald te hebben, de eerste parametrisering op, terwijl de positieve wortel de tweede uitdrukking geeft bij {\displaystyle \varepsilon =-1}. Het is daarom een noodzakelijke, maar niet voldoende, voorwaarde dat de niet-reduceerbare oplosbare vijfdegraadsvergelijking  
{\displaystyle z^{5}+a\mu ^{4}z+b\mu ^{5}=0}
met rationale coëfficiënten gelijk moet zijn aan de simpele kwadratische curve
{\displaystyle y^{2}=(20-a)(5+a)}
voor sommige rationale {\displaystyle a} en {\displaystyle y}.
Aangezien het door nauwkeurig gebruik van de methode van Tschirnhaus mogelijk is om elke vijfdegraadsvergelijking te transformeren in een Bring-Jerrardvorm, geven beide parametriseringen dus een noodzakelijke en voldoende voorwaarde om te kunnen besluiten of een gegeven vijfdegraadsvergelijking al of niet analytisch kan worden opgelost in radicalen.

### Voorbeelden van oplosbare vijfdegraadsvergelijkingen
Een vijfdegraadsvergelijking is oplosbaar in radicalen als de galoisgroep van deze vijfdegraadsvergelijking, een ondergroep van de  symmetrische groep {\displaystyle S_{5}} van permutaties van vijf elementen, een oplosbare groep is. In dit geval hangt de vorm van de oplossingen af van de structuur van de galoisgroep.
Een simpel voorbeeld wordt gegeven door de vergelijking 
{\displaystyle x^{5}-5x^{4}-10x^{3}-10x^{2}-5x-1=0},
waar de galoisgroep gelijk is aan de groep F(5), gegenereerd door de permutaties "(1 2 3 4 5)" en "(1 2 4 3)"; de enige reële oplossing is dan
{\displaystyle x=1+{\sqrt[{5}]{2}}+{\sqrt[{5}]{4}}+{\sqrt[{5}]{8}}+{\sqrt[{5}]{16}}}
Voor andere oplosbare galoisgroepen kan de vorm van de wortels echter veel complexer zijn. De vergelijking 
{\displaystyle x^{5}-5x+12=0}
heeft bijvoorbeeld een galoisgroep D(5), gegenereerd door "(1 2 3 4 5)" en "(1 4)(2 3)" en om deze oplossing uit te schrijven heeft men ongeveer zeshonderd verschillende symbolen nodig.

## Radicalen voorbij
Als de galoisgroep van een vijfdegraadsvergelijking niet oplosbaar is, dan vertelt de stelling van Abel-Ruffini ons dat we, om de oplossingen uitdrukkelijk voor te stellen, meer nodig hebben dan rekenkundige basisbewerkingen en wortelvormen.
Bring (in 1786) en Jerrard (in 1834) toonden onafhankelijk van elkaar aan dat de algemene vijfdegraadsvergelijking kan herleid worden tot
{\displaystyle z^{5}+bz+c=0}
door middel van een Tschirnhaustransformatie. Door herschaling kunnen we de Bring-Jerrardvorm nog herleiden tot de bijzondere vorm
{\displaystyle z^{5}+z-c}
Hieruit volgt dat de algemene vijfdegraadsvergelijking kan worden opgelost door gebruik te maken van ultraradicalen, ook wel Bringradicalen genoemd: het ultraradicaal van een reëel getal {\displaystyle a} is de unieke reële wortel van de veelterm 
{\displaystyle t^{5}+t-a}
In 1858 toonde Charles Hermite aan dat deze Bringradicalen gekarakteriseerd kunnen worden in termen van thetafuncties van Jacobi en de daaraan geassocieerde elliptische modulaire functies. Hij maakte gebruik van een aanpak die sterk leek op de bekendere aanpak om derdegraadsvergelijkingen op te lossen door gebruik te maken van goniometrische functies.  
Ongeveer in hetzelfde decennium ontwikkelde Leopold Kronecker, gebruikmakend van groepentheorie, een eenvoudigere manier om tot Hermites resultaat te komen, net als Francesco Brioschi. 
Later kwam Felix Klein met een bijzonder elegante methode die de symmetrieën van de icosaëder relateert aan galoistheorie, en de elliptisch modulaire functies die een rol spelen in Hermites oplossing. Klein gaf een verklaring waarom oplossingen voorkomen en hij ontwikkelde zijn eigen oplossing in termen van gegeneraliseerde hypermeetkundige functies.

## Toepassing
In de hemelmechanica wordt de positie van sommige lagrangepunten van een planeetbaan beschreven door een vijfdegraadsvergelijking in de afstand van het lagrangepunt tot het kleinste hemellichaam.

## Voetnoten
1. ↑  Toth, Gabor, "Glimpses of Algebra and Geometry", Springer Undergraduate Texts in Mathematics, 2de uitgave 2002.

## Websites
- Mathworld – Quintic Equation – meer details over de methode om vijfdegraadsvergelijkingen op te lossen.
- Solving the Quintic with Mathematica – poster over vijfdegraadsvergelijkingsoplossingen
- Lectures on the Icosahedron – Klein's book is  online beschikbaar
- Solving Solvable Quintics – een methode om oplosbare vijfdegraadsvergelijkingen op te lossen van David S. Dummit.
- Polynomial Transformations of Tschirnhaus, Bring and Jerrard – een recente update van Tschirnhaus' artikel door Victor S. Adamchik & David J. Jeffrey
- A method for removing all intermediate terms from a given equation – een recente Engelse vertaling van het artikel van Tschirnhaus uit 1683.
- Solving quintics by radicals by Daniel Lazard – Origineel uit de nalatenschap van Niels Henrik Abel, O. Laudal and R. Piene, editors, Springer-Verlag, 2004, pp. 207-226.